# تينتسويو
التينتسويو (باليابانية: てんつゆ/天汁) هو عبارة عن صلصة التغميس لطبق تيمبورا الياباني.

## عن الطبق
تعتمد وصفة التينتسويو على المواسم والأطباق المعد لأجلها. بشكل عام، هناك وصفة للتينتسويو تصلح لجميع الأوقات، وتتكون من الداشي والميرين وصلصة الصويا. وفي حال كانت الأطباق ذات روائح ونكهات قوية، يمكن الاستعاضة عن الميرين بالساكي والسكر، أو التحكم بكمية صلصة الصويا بزيادتها أو تقليلها. عندما يتم تقديمها مع التيمبورا يوضع على وجهها ديكون مبروش.
عادة ما يتم بيع التينتسويو على شكل صلصة مركزة في زجاجات صغيرة في محلات السوبر ماركت ومحلات البقالة في جميع أنحاء اليابان، وكذلك في متاجر البقالة الآسيوية في الولايات المتحدة. من المكونات المشابهة للتينتسويو؛ صلصة الدونبوري المغلية والمرق الخاص بطبق التوفو المقلي.

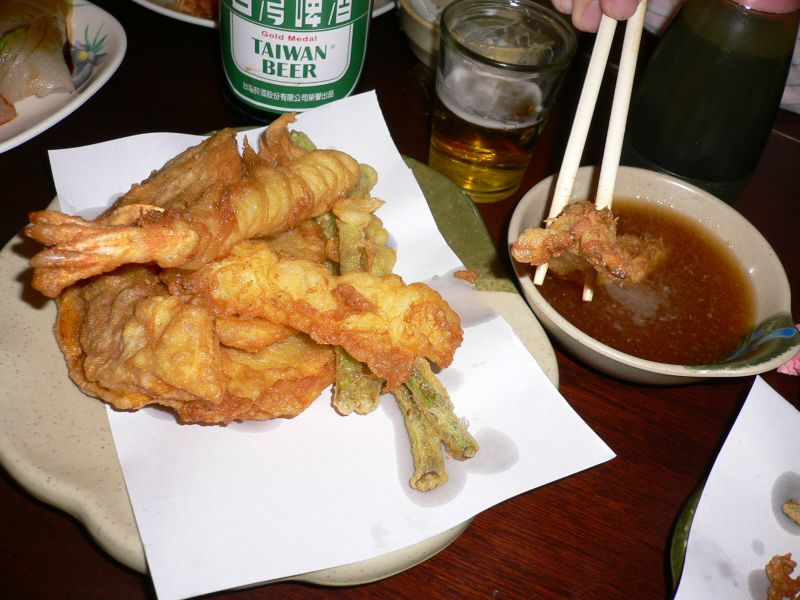
صلصة تينتسويو مع طبق تيمبورا